# Grand Prix moto des Amériques 2024
Le Grand Prix moto des Amériques 2024 est la troisième manche du championnat du monde de vitesse moto 2024.
Cette 11e édition du Grand Prix moto des Amériques se déroule du 12 avril au 14 avril sur le circuit des Amériques à Austin.

## Classements MotoGP

### Course sprint
| Pos.                                                                           | No. | Pilote                | Equipe                            | Constructeur | Tours | Temps/Ecarts       | Grille | Points |
| ------------------------------------------------------------------------------ | --- | --------------------- | --------------------------------- | ------------ | ----- | ------------------ | ------ | ------ |
| 1                                                                              | 12  | Maverick Viñales      | Aprilia Racing                    | Aprilia      | 10    | 20 min 27 s 825    | 1      | 12     |
| 2                                                                              | 93  | Marc Marquez          | Gresini Racing MotoGP             | Ducati       | 10    | + 2 s 294          | 3      | 9      |
| 3                                                                              | 89  | Jorge Martin          | Prima Pramac Racing               | Ducati       | 10    | + 4 s 399          | 6      | 7      |
| 4                                                                              | 31  | Pedro Acosta          | Red Bull GasGas Tech3             | KTM          | 10    | + 6 s 480          | 2      | 6      |
| 5                                                                              | 41  | Aleix Espargaro       | Aprilia Racing                    | Aprilia      | 10    | + 6 s 657          | 7      | 5      |
| 6                                                                              | 23  | Enea Bastianini       | Ducati Lenovo Team                | Ducati       | 10    | + 8 s 621          | 5      | 4      |
| 7                                                                              | 43  | Jack Miller           | Red Bull KTM Factory Racing       | KTM          | 10    | + 9 s 237          | 11     | 3      |
| 8                                                                              | 1   | Francesco Bagnaia     | Ducati Lenovo Team                | Ducati       | 10    | + 9 s 349          | 4      | 2      |
| 9                                                                              | 25  | Raúl Fernández        | Trackhouse Racing                 | Aprilia      | 10    | + 9 s 637          | 13     | 1      |
| 10                                                                             | 21  | Franco Morbidelli     | Prima Pramac Racing               | Ducati       | 10    | + 9 s 894          | 9      |        |
| 11                                                                             | 88  | Miguel Oliveira       | Trackhouse Racing                 | Aprilia      | 10    | + 10 s 364         | 14     |        |
| 12                                                                             | 33  | Brad Binder           | Red Bull KTM Factory Racing       | KTM          | 10    | + 10 s 724         | 17     |        |
| 13                                                                             | 72  | Marco Bezzecchi       | Pertamina Enduro VR46 Racing Team | Ducati       | 10    | + 11 s 549         | 10     |        |
| 14                                                                             | 73  | Alex Marquez          | Gresini Racing MotoGP             | Ducati       | 10    | + 15 s 468         | 12     |        |
| 15                                                                             | 20  | Fabio Quartararo      | Monster Energy Yamaha MotoGP      | Yamaha       | 10    | + 15 s 574         | 16     |        |
| 16                                                                             | 42  | Alex Rins             | Monster Energy Yamaha MotoGP      | Yamaha       | 10    | + 18 s 146         | 15     |        |
| 17                                                                             | 10  | Luca Marini           | Repsol Honda Team                 | Honda        | 10    | + 22 s 989         | 22     |        |
| Ab.                                                                            | 5   | Johann Zarco          | Castrol Honda LCR                 | Honda        | 6     | Chute              | 19     |        |
| Ab.                                                                            | 36  | Joan Mir              | Repsol Honda Team                 | Honda        | 3     | Chute              | 20     |        |
| Ab.                                                                            | 37  | Fabio Di Giannantonio | Pertamina Enduro VR46 Racing Team | Ducati       | 1     | Problème technique | 8      |        |
| Ab.                                                                            | 49  | Augusto Fernández     | Red Bull GasGas Tech3             | KTM          | 1     | Chute              | 18     |        |
| Ab.                                                                            | 30  | Takaaki Nakagami      | Idemitsu Honda LCR                | Honda        | 1     | Chute              | 21     |        |
| Meilleur tour du Sprint : Maverick Viñales (Aprilia) – 2 min 02 s 275 (tour 3) |     |                       |                                   |              |       |                    |        |        |
| Rapport officiel                                                               |     |                       |                                   |              |       |                    |        |        |

### Course principale
| Pos.                                                                           | No. | Pilote                | Equipe                            | Constructeur | Tours | Temps/Ecarts    | Grille | Points |
| ------------------------------------------------------------------------------ | --- | --------------------- | --------------------------------- | ------------ | ----- | --------------- | ------ | ------ |
| 1                                                                              | 12  | Maverick Viñales      | Aprilia Racing                    | Aprilia      | 20    | 41 min 09 s 503 | 1      | 25     |
| 2                                                                              | 31  | Pedro Acosta          | Red Bull GasGas Tech3             | KTM          | 20    | +1 s 728        | 2      | 20     |
| 3                                                                              | 23  | Enea Bastianini       | Ducati Lenovo Team                | Ducati       | 20    | +2 s 703        | 5      | 16     |
| 4                                                                              | 89  | Jorge Martín          | Prima Pramac Racing               | Ducati       | 20    | +4 s 690        | 6      | 13     |
| 5                                                                              | 1   | Francesco Bagnaia     | Ducati Lenovo Team                | Ducati       | 20    | +7 s 392        | 4      | 11     |
| 6                                                                              | 49  | Fabio Di Giannantonio | Pertamina Enduro VR46 Racing Team | Ducati       | 20    | +9 s 980        | 8      | 10     |
| 7                                                                              | 41  | Aleix Espargaró       | Aprilia Racing                    | Aprilia      | 20    | +12 s 208       | 7      | 9      |
| 8                                                                              | 72  | Marco Bezzecchi       | Pertamina Enduro VR46 Racing Team | Ducati       | 20    | +13 s 343       | 10     | 8      |
| 9                                                                              | 33  | Brad Binder           | Red Bull KTM Factory Racing       | KTM          | 20    | +14 s 931       | 17     | 7      |
| 10                                                                             | 25  | Raúl Fernández        | Trackhouse Racing                 | Aprilia      | 20    | +16 s 656       | 13     | 6      |
| 11                                                                             | 88  | Miguel Oliveira       | Trackhouse Racing                 | Aprilia      | 20    | +18 s 542       | 14     | 5      |
| 12                                                                             | 20  | Fabio Quartararo      | Monster Energy Yamaha MotoGP      | Yamaha       | 20    | +22 s 899       | 16     | 4      |
| 13                                                                             | 43  | Jack Miller           | Red Bull KTM Factory Racing       | KTM          | 20    | +24 s 011       | 11     | 3      |
| 14                                                                             | 37  | Augusto Fernández     | Red Bull GasGas Tech3             | KTM          | 20    | +27 s 652       | 18     | 2      |
| 15                                                                             | 73  | Álex Márquez          | Gresini Racing MotoGP             | Ducati       | 20    | +32 s 855       | 12     | 1      |
| 16                                                                             | 10  | Luca Marini           | Repsol Honda Team                 | Honda        | 20    | +33 s 529       | 22     |        |
| Ab.                                                                            | 93  | Marc Márquez          | Gresini Racing MotoGP             | Ducati       | 10    | Chute           | 3      |        |
| Ab.                                                                            | 42  | Álex Rins             | Monster Energy Yamaha MotoGP      | Yamaha       | 10    | Chute           | 15     |        |
| Ab.                                                                            | 36  | Joan Mir              | Repsol Honda Team                 | Honda        | 8     | Chute           | 20     |        |
| Ab.                                                                            | 21  | Franco Morbidelli     | Prima Pramac Racing               | Ducati       | 7     | Chute           | 9      |        |
| Ab.                                                                            | 30  | Takaaki Nakagami      | LCR Honda Idemitsu                | Honda        | 6     | Chute           | 21     |        |
| Ab.                                                                            | 5   | Johann Zarco          | LCR Honda Castrol                 | Honda        | 6     | Abandon         | 19     |        |
| Meilleur tour en course: Maverick Viñales (Aprilia) – 2 min 02 s 575 (tour 14) |     |                       |                                   |              |       |                 |        |        |
| Rapport officiel                                                               |     |                       |                                   |              |       |                 |        |        |

## Classement Moto2
| Pos.                                                                        | No. | Pilote                  | Constructeurs | Tours | Temps/Ecarts     | Grille | Points |
| --------------------------------------------------------------------------- | --- | ----------------------- | ------------- | ----- | ---------------- | ------ | ------ |
| 1                                                                           | 3   | Sergio Garcia           | Boscoscuro    | 16    | 34 min 25 s 954  | 3      | 25     |
| 2                                                                           | 16  | Joe Roberts             | Kalex         | 16    | + 0 s 492        | 5      | 20     |
| 3                                                                           | 54  | Fermin Aldeguer         | Boscoscuro    | 16    | + 3 s 293        | 2      | 16     |
| 4                                                                           | 21  | Alonso Lopez            | Boscoscuro    | 16    | + 6 s 967        | 8      | 13     |
| 5                                                                           | 24  | Marcos Ramirez          | Kalex         | 16    | + 7 s 102        | 6      | 11     |
| 6                                                                           | 71  | Dennis Foggia           | Kalex         | 16    | + 7 s 150        | 7      | 10     |
| 7                                                                           | 79  | Ai Ogura                | Boscoscuro    | 16    | + 9 s 869        | 17     | 9      |
| 8                                                                           | 52  | Jeremy Alcoba           | Kalex         | 16    | + 10 s 036       | 13     | 8      |
| 9                                                                           | 44  | Aron Canet              | Kalex         | 16    | + 11 s 004       | 1      | 7      |
| 10                                                                          | 13  | Celestino Vietti        | Kalex         | 16    | + 12 s 751       | 15     | 6      |
| 11                                                                          | 14  | Tony Arbolino           | Kalex         | 16    | + 13 s 229       | 11     | 5      |
| 12                                                                          | 75  | Albert Arenas           | Kalex         | 16    | + 14 s 734       | 4      | 4      |
| 13                                                                          | 18  | Manuel González         | Kalex         | 16    | + 17 s 509       | 9      | 3      |
| 14                                                                          | 10  | Diogo Moreira           | Kalex         | 16    | + 17 s 959       | 16     | 2      |
| 15                                                                          | 12  | Filip Salač             | Kalex         | 16    | + 17 s 994       | 20     | 1      |
| 16                                                                          | 7   | Barry Baltus            | Kalex         | 16    | + 18 s 618       | 12     |        |
| 17                                                                          | 81  | Senna Agius             | Kalex         | 16    | + 19 s 460       | 22     |        |
| 18                                                                          | 64  | Bo Bendsneyder          | Kalex         | 16    | + 26 s 185       | 10     |        |
| 19                                                                          | 5   | Jaume Masia             | Kalex         | 16    | + 26 s 272       | 18     |        |
| 20                                                                          | 28  | Izan Guevara            | Kalex         | 16    | + 26 s 351       | 23     |        |
| 21                                                                          | 35  | Somkiat Chantra         | Kalex         | 16    | + 29 s 786       | 19     |        |
| 22                                                                          | 53  | Deniz Öncü              | Kalex         | 16    | + 33 s 210       | 21     |        |
| 23                                                                          | 96  | Jake Dixon              | Kalex         | 16    | + 43 s 821       | 14     |        |
| 24                                                                          | 11  | Alex Escrig             | Forward       | 16    | + 44 s 984       | 28     |        |
| 25                                                                          | 43  | Xavier Artigas          | Forward       | 16    | + 45 s 171       | 26     |        |
| 26                                                                          | 20  | Xavi Cardelus           | Kalex         | 16    | + 1 min 0 s 083  | 27     |        |
| 27                                                                          | 15  | Darryn Binder           | Kalex         | 16    | + 1 min 17 s 291 | 29     |        |
| Ab.                                                                         | 84  | Zonta van den Goorbergh | Kalex         | 7     | Chute            | 24     |        |
| Ab.                                                                         | 34  | Mario Aji               | Kalex         | 4     | Abandon          | 25     |        |
| Meilleur tour en course: Alonso Lopez (Boscoscuro) – 2 min 8 s 210 (tour 6) |     |                         |               |       |                  |        |        |
| Rapport officiel                                                            |     |                         |               |       |                  |        |        |

## Classement Moto3
| Pos.                                                                                      | No. | Pilote              | Equipe                         | Tours | Temps/Ecarts     | Grille | Points |
| ----------------------------------------------------------------------------------------- | --- | ------------------- | ------------------------------ | ----- | ---------------- | ------ | ------ |
| 1                                                                                         | 80  | David Alonso        | CFMoto Valresa Aspar Team      | 14    | 31 min 38 s 427  | 1      | 25     |
| 2                                                                                         | 96  | Daniel Holgado      | Red Bull GasGas Tech3          | 14    | + 5 s 163        | 3      | 20     |
| 3                                                                                         | 36  | Angel Piqueras      | Leopard Racing                 | 14    | + 5 s 176        | 18     | 16     |
| 4                                                                                         | 6   | Ryusei Yamanaka     | MT Helmets - MSI               | 14    | + 13 s 730       | 24     | 13     |
| 5                                                                                         | 64  | David Muñoz         | BOE Motorsports                | 14    | + 13 s 285       | 8      | 11     |
| 6                                                                                         | 24  | Tatsuki Suzuki      | Liqui Moly Husqvarna Intact GP | 14    | + 13 s 730       | 16     | 10     |
| 7                                                                                         | 66  | Joel Kelso          | BOE Motorsports                | 14    | + 13 s 963       | 5      | 9      |
| 8                                                                                         | 12  | Jacob Roulstone     | Red Bull GasGas Tech3          | 14    | + 19 s 126       | 6      | 8      |
| 9                                                                                         | 78  | Joel Esteban        | CFMoto Valresa Aspar Team      | 14    | + 19 s 325       | 17     | 7      |
| 10                                                                                        | 18  | Matteo Bertelle     | Rivacold Snipers Team          | 14    | + 20 s 657       | 7      | 6      |
| 11                                                                                        | 31  | Adrian Fernandez    | Leopard Racing                 | 14    | + 20 s 689       | 12     | 5      |
| 12                                                                                        | 10  | Nicola Carraro      | LevelUp - MTA                  | 14    | + 22 s 785       | 20     | 4      |
| 13                                                                                        |     | Xabi Zurutuza       | Red Bull KTM Ajo               | 14    | + 22 s 869       | 23     | 3      |
| 14                                                                                        | 55  | Noah Dettwiler      | CIP Green Power                | 14    | + 27 s 575       | 22     | 2      |
| 15                                                                                        | 7   | Filippo Farioli     | SIC58 Squadra Corse            | 14    | + 32 s 147       | 13     | 1      |
| 16                                                                                        | 54  | Riccardo Rossi (it) | CIP Green Power                | 14    | + 38 s 953       | 21     |        |
| 17                                                                                        | 70  | Joshua Whatley      | MLav Racing                    | 14    | + 44 s 924       | 19     |        |
| 18                                                                                        | 82  | Stefano Nepa        | LevelUp - MTA                  | 14    | + 45 s 075       | 9      |        |
| 19                                                                                        | 58  | Luca Lunetta        | SIC58 Squadra Corse            | 14    | + 1 min 19 s 752 | 11     |        |
| Ab.                                                                                       | 95  | Collin Veijer       | Liqui Moly Husqvarna Intact GP | 11    | Chute            | 4      |        |
| Ab.                                                                                       | 48  | Ivan Ortola         | MT Helmets - MSI               | 11    | Chute            | 14     |        |
| Ab.                                                                                       | 72  | Taiyo Furusato      | Honda Team Asia                | 3     | Chute            | 10     |        |
| DSQ                                                                                       | 19  | Scott Ogden         | MLav Racing                    |       | Disqualifié      | 15     |        |
| Meilleur tour en course: Daniel Holgado (Red Bull GasGas Tech3) – 2 min 14 s 866 (tour 9) |     |                     |                                |       |                  |        |        |
| Rapport officiel                                                                          |     |                     |                                |       |                  |        |        |

## Classements provisoires aux Championnats
Seul le top5 de chaque championnat a l’issue du Grand Prix est présenté ici.

### MotoGP
|  | Pos. | Pilote            | Points |
|  | ---- | ----------------- | ------ |
|  | 1    | Jorge Martín      | 80     |
|  | 2    | Enea Bastianini   | 59     |
|  | 3    | Maverick Viñales  | 56     |
|  | 4    | Pedro Acosta      | 54     |
|  | 5    | Francesco Bagnaia | 50     |

|  | Pos. | Constructeur | Points |
|  | ---- | ------------ | ------ |
|  | 1    | Ducati       | 96     |
|  | 2    | KTM          | 76     |
|  | 3    | Aprilia      | 72     |
|  | 4    | Yamaha       | 19     |
|  | 5    | Honda        | 8      |

|  | Pos. | Equipe                      | Points |
|  | ---- | --------------------------- | ------ |
|  | 1    | Ducati Lenovo Team          | 109    |
|  | 2    | Aprilia Racing              | 95     |
|  | 3    | Prima Pramac Racing         | 80     |
|  | 4    | Red Bull KTM Factory Racing | 71     |
|  | 5    | Redbull Gas Gas Tech3       | 61     |

### Moto2
|  | Pos. | Pilote        | Points |
|  | ---- | ------------- | ------ |
|  | 1    | Sergio Garcia | 51     |
|  | 2    | Joe Roberts   | 49     |
|  | 3    | Alonso Lopez  | 38     |
|  | 4    | Arón Canet    | 38     |
|  | 5    | Ai Ogura      | 33     |

|  | Pos. | Constructeur | Points |
|  | ---- | ------------ | ------ |
|  | 1    | Kalex        | 65     |
|  | 2    | Boscoscuro   | 63     |

|  | Pos. | Equipe                        | Points |
|  | ---- | ----------------------------- | ------ |
|  | 1    | MT Helmets – MSi              | 84     |
|  | 2    | Onlyfans American Racing Team | 77     |
|  | 3    | Beta Tools - Speed Up         | 67     |
|  | 4    | QJMotor Gresini Moto2         | 38     |
|  | 5    | RW-Idrogolia Racing GP        | 26     |

### Moto3
|  | Pos. | Pilote         | Points |
|  | ---- | -------------- | ------ |
|  | 1    | Daniel Holgado | 65     |
|  | 2    | David Alonso   | 63     |
|  | 3    | Joel Kelso     | 28     |
|  | 4    | Ivan Ortola    | 23     |
|  | 5    | Tatsuki Suzuki | 22     |

|  | Pos. | Constructeur | Points |
|  | ---- | ------------ | ------ |
|  | 1    | Gas Gas      | 65     |
|  | 2    | CFMoto       | 63     |
|  | 3    | KTM          | 46     |
|  | 4    | Honda        | 38     |
|  | 5    | Husqvarna    | 31     |

|  | Pos. | Equipe                         | Points |
|  | ---- | ------------------------------ | ------ |
|  | 1    | Red Bull GasGas Tech3          | 84     |
|  | 2    | CFMoto Valresa Aspar Team      | 83     |
|  | 3    | BOÉ Motorsports                | 46     |
|  | 4    | Liqui Moly Husqvarna Intact GP | 43     |
|  | 5    | MT Helmets - MSI               | 36     |